# André Escoffier
Pour les articles homonymes, voir Escoffier.
André Escoffier est un homme politique français né le 20 mai 1886 à Saint-Étienne et mort le 20 novembre 1949 à Paris 5e. Il est député de la Drôme et maire de Vinsobres.

## Biographie
André Escoffier est avocat. Il est député de la Drôme de 1919 à 1928, inscrit au groupe radical. Il est conseiller général du canton de Saint-Paul-Trois-Châteaux en 1920 et maire de Vinsobres en 1924. Après sa défaite aux législatives en 1928, il abandonne progressivement ses mandats, malgré sa réélection en tant que maire de Vinsobre en 1929, et reprend sa profession d'avocat à Paris. En 1937, il est nommé trésorier-payeur en Indochine, où il reste en poste jusqu'en 1945. Il est également l'auteur de poèmes et d’œuvres littéraires. Il est le père de Jean Escoffier, maire de Nyons (1977-1989).

## En savoir plus

### liens externes
- Ressource relative à la vie publique :   - Base Sycomore
- Notices d'autorité :   - VIAF
  - ISNI
  - BnF (données)
- « André Escoffier », dans le Dictionnaire des parlementaires français (1889-1940), sous la direction de Jean Jolly, PUF, 1960 [détail de l’édition]
- André Escoffier sur le site des Lettres du Mékong